# تاكاشي شوجي
تاكاشي شوجي (باليابانية: 庄司 孝) (مواليد 14 سبتمبر 1971)، هو لاعب كرة قدم ياباني سابق كان يلعب كلاعب وسط.

## وصلات خارجية
- تاكاشي شوجي على موقع رابطة كرة القدم اليابانية للمحترفين (اليابانية)